# Przełączka pod Grzesiem
Przełączka pod Grzesiem (1508 m) – niewielkie siodełko w grani opadającej z Grzesia do Bobrowieckiej Przełęczy w Tatrach Zachodnich. Granią tą biegnie granica polsko-słowacka oraz Wielki Europejski Dział Wodny. Jej południowo-wschodnie stoki opadają do Doliny Chochołowskiej, północno-zachodnie do Doliny Bobrowieckiej Orawskiej. W grani po północno-wschodniej stronie Przełęczy pod Grzesiem znajduje się niewielka czuba skalna zwana Czołem (1514 m).
Dawniej rejon Przełączki pod Grzesiem i całe zbocze powyżej przełączki aż po szczyt Grzesia (tzw. Suchy Upłaz) były trawiaste, co zaznaczane jest jeszcze na mapach. Trawiaste halizny to skutki kilkuwiekowego, silnie w Dolinie Chochołowskiej rozwiniętego pasterstwa. Halizny te wchodziły w skład Hali Chochołowskiej. Po zniesieniu pasterstwa trawiaste tereny stopniowo zarastają kosodrzewiną i lasem.
Przez przełączkę prowadzi szlak turystyczny od schroniska PTTK na Polanie Chochołowskiej na Grzesia. Dawniej było tutaj skrzyżowanie szlaków; dochodził jeszcze niebieski szlak z Bobrowieckiej Przełęczy. Został zamknięty w czerwcu 2008 r.

## Szlaki turystyczne
– schronisko PTTK na Polanie Chochołowskiej – Przełączka pod Grzesiem – Grześ. Czas przejścia: 1:45 h, ↓ 1:15 h